# ضيف
|  |  |  |  |
|  |  |  |  |
|  |  |  |  |

الضيف هو زائر البيت وليس صاحبه، أما صاحب البيت فيسمى المُضِيف. واكرام الضيف خلق من الاخلاق العظيمة وقد اشتهر بها العرب في الجاهلية كحاتم الطائي.

## الضيف عند العرب
للضيف عند العرب - سَواءٌ في الجاهلية أو الإسلام - مَكانَةٌ عالية ومنزلة رفيعة، وأخبارهم في ذلك أكثر مِن أن تُحصى أو تُعَدّ، فَهُم يتفاخرون بإكرام الضيف، ولهم في ذلك أشعارٌ كَثِيرَة، فمن ذلك قول عبد قيس بن خفاف البُرْجُمي، يوصي ابنه جُبَيل:
وَالضَّيْفَ أَكْرِمْهُ فَإِنَّ مَبِيتَهُ... حَقٌّ وَلَا تَكُ لُعْنَةً لِلنُّزَّلِ
وَاعْلَمْ بِأَنَّ الضَّيْفَ مُخْبِرُ أَهْلِهِ... بِمَبِيتِ لَيْلَتِهِ وَإِنْ لَمْ يُسْأَلِ 
وكان العَرَب إذا نزل بهم ضيف يُجيرونَهُ، ويُقْرُونَهُ (القِرَى: إطعام الضيف)، ويتفاخرون بذلك، يقول الأَعْشَى حاكِيًا عن وصيّة أبيه:
إنّ الأعـزّ أبـانـا كـان قـال لنـا... أُوصـيكُـمُ بثـلاثٍ إنّنــي تلــفُ
الضّيـفَ، أوصيكُـمُ بالضّيف إنّ لـه... حـقّـا عـلـيّ فأُعطيـه وأعتـرفُ
والجــارَ، أوصيكُـمُ بالجـار إنّ لـه... يومـاً من الدّهر يثنِيــهِ  فينصـرفُ
وقاتلــوا القـوم، إنّ القتـلَ مكرمـةٌ... إذا تلوّى بكـفّ المعصَـمِ  العُــرُفُ 

فكان هذا حالُهُم بالرغم من ضنك العيش وقلة الطعام ونفاد الزاد، وكانت عادة العرب أن يوقد كرماؤهم نارًا على مرتفع من الأرض إذا كانوا في قحط أو مجاعة؛ ليراها السائر في الليل فيقصدَها، يقول حاتم الطائي:
أَوقِدْ فَإِنَّ الليل ليلٌ قُرُّ... والرِّيحُ يا مُوقِدُ رِيحٌ صِرُّ
عَسَى يَرَى نَارَك مَنْ يَمُرُّ... إِنْ جَلَبَتْ ضَيْفًا فَأَنْتَ حُرُّ 
وقد رُوِيَ عنهم في ذلك أساطير كثيرة، حتَّى زعم بعضُهُم أنَّهُ ضَيَّفَ الجِنَّ، فيقول في ذلك وهو شُمَير بن الحارث الضّبّي:
وَنَارٍ قَدْ حَضَأْتُ بُعَيْدَ وَهْنٍ... بِدَارٍ مَا أُرِيدُ بِهَا مُقَامَا
سِوَى تَرْحِيلِ رَاحِلَةٍ وَعَيْنٍ... أُكَالِئُهَا مَخَافَةَ أَنْ تَنَامَا
أَتَوْا نَارِي فَقُلْتُ: «مَنُونَ أَنْتُمْ»؟ ... فَقَالُوا: «الجِنَّ»، قُلْتُ: «عِمُوا ظَلَامَا»
فَقُلْتُ: «إِلَى الطَّعَامِ» فَقَالَ مِنْهُمْ... زَعِيمٌ: «نَحْسُدُ الإِنْسَ الطَّعَامَا»
لَقَدْ فُضِّلْتُمُ فِي الأَكْلِ فِينَا... وَلِكْنْ ذَاكَ يُعْقِبُكُمْ سَقَامَا.

## الضيف في الإسلام
حَثَّ الإسلام على اكرام الضيف وحسن معاملته، يقول النبي محمد: «مَن كانَ يُؤْمِنُ باللَّهِ واليَومِ الآخِرِ فَلْيُكْرِمْ جَارَهُ، ومَن كانَ يُؤْمِنُ باللَّهِ واليَومِ الآخِرِ فَلْيُكْرِمْ ضَيْفَهُ، جَائِزَتَهُ قَالَ: وما جَائِزَتُهُ يا رَسولَ اللَّهِ؟ قَالَ: يَوْمٌ ولَيْلَةٌ، والضِّيَافَةُ ثَلَاثَةُ أيَّامٍ، فَما كانَ ورَاءَ ذلكَ فَهو صَدَقَةٌ عليه، ومَن كانَ يُؤْمِنُ باللَّهِ واليَومِ الآخِرِ فَلْيَقُلْ خَيْرًا أوْ لِيَصْمُتْ» (رواه البخاري)